# 薛映承
薛映承（1945年—），汉族，中华人民共和国政治人物、第十一届全国政协委员。
加入中国共产党，担任甘肃省政协秘书长、党组成员。2008年，当选第十一届全国政协委员，代表特别邀请人士，分入第五十八组。